# Newport (miasto w hrabstwie Herkimer)
Newport – miasto w Stanach Zjednoczonych, w stanie Nowy Jork, w hrabstwie Herkimer.